# Magister admissionum
A magister admissionum a császári audienciák ügyintézője az ókori Rómában. A tisztség a császárság korai szakaszában is létezett, egy szabadosnak volt feladata, hogy az uralkodó elé bocsássa a kihallgatást kérőket. Később ez igen magas udvari tisztség lett, feltehetőleg Valerianus római császár uralkodásának ideje után.

## Külső hivatkozások
Ókori lexikon I–II. Szerk. Pecz Vilmos. Budapest: Franklin Társulat. 1902–1904.  